# Lobsang Shastri
Lobsang Shastri, tibétain : བློ་བཟང་ཤཱསྟྲཱི།, Wylie : blo bzang shāstrī,  né à Ruthok, Ngari, Tibet le 6 juillet 1958), est un homme politique tibétain.

## Biographie
Lobsang Shastri termine ses études secondaires à l'école centrale pour les Tibétains de Darjeeling en 1977.
En 1985, Lobsang Shastri obtient un diplôme shastri, qui équivaut à un baccalauréat, de l'Université centrale des études tibétaines à Varanasi et a ensuite travaillé comme traducteur à partir de la même année à la Bibliothèque des œuvres et archives tibétaines (LTWA) où il devint le chef bibliothécaire du département des manuscrits tibétains de 1998 à 2009, ainsi que rédacteur en chef du Tibet Journal de la LTWA.
Lobsang Shastri a été élu membre des 12e et  13e assemblée du parlement tibétain où il représente l'U-Tsang et a été législateur pour la communauté tibétaine jusqu'en 2005. Il a aussi travaillé comme instructeur de langue tibétaine au Département d'histoire et de religion à l'université d'Oslo en Norvège en 1994 et en tant que conférencier et chercheur invité au Département d'études centrales d'études eurasiennes de l'université de l'Indiana en 2006. Il a également été élu membre du conseil consultatif de la célèbre Association internationale d'études tibétaines (conférence IATS) en 2003.
Lobsang Shastri est nommé représentant du dalaï-lama au Bureau de New Delhi. Lobsang Shastri succède à Ngodup Dongchung, le représentant à New Delhi depuis août 2016. En tant que principal responsable tibétain dans la capitale indienne, il assumera la responsabilité de représenter le gouvernement tibétain en exil en tant qu'officier nodal chargé d'assurer la liaison avec les autorités indiennes et d'aider à la documentation des documents liés au voyage pour les Tibétains en exil, entre autres fonctions.
Il a siégé au conseil d'administration du Congrès de la jeunesse tibétaine à Darjeeling ainsi qu'à la Ngari Welfare Association.